# Pliocrocuta perrieri
La pliocrocuta (Pliocrocuta perrieri), nota anche come iena di Perrier, è un mammifero carnivoro estinto, appartenente agli ienidi. Visse tra il Pliocene superiore e il Pleistocene medio (circa 3,2 milioni di anni fa e 500.000 anni fa) e i suoi resti fossili sono stati ritrovati in Europa, Asia e Africa. 

## Descrizione
Questa iena possedeva l'aspetto tipico delle iene attuali, con le zampe anteriori più lunghe delle posteriori e la grossa testa terminante in un muso corto. Alcune caratteristiche morfologiche la avvicinano molto all'attuale iena bruna (Parahyaena brunnea), anche se Pliocrocuta era leggermente più grande e i suoi denti carnassiali erano più specializzati di quelli della forma odierna: nella iena bruna i carnassiali inferiori possiedono una cuspide interna vestigiale (metaconide) ereditato da antenati viverridi, mentre in Pliocrocuta questa cuspide è generalmente assente o ridottissima. I canini di Pliocrocuta erano molto grandi e robusti, come quelli della iena bruna. Il cranio era di costituzione robusta, anche se non come quello della successiva Pachycrocuta. 

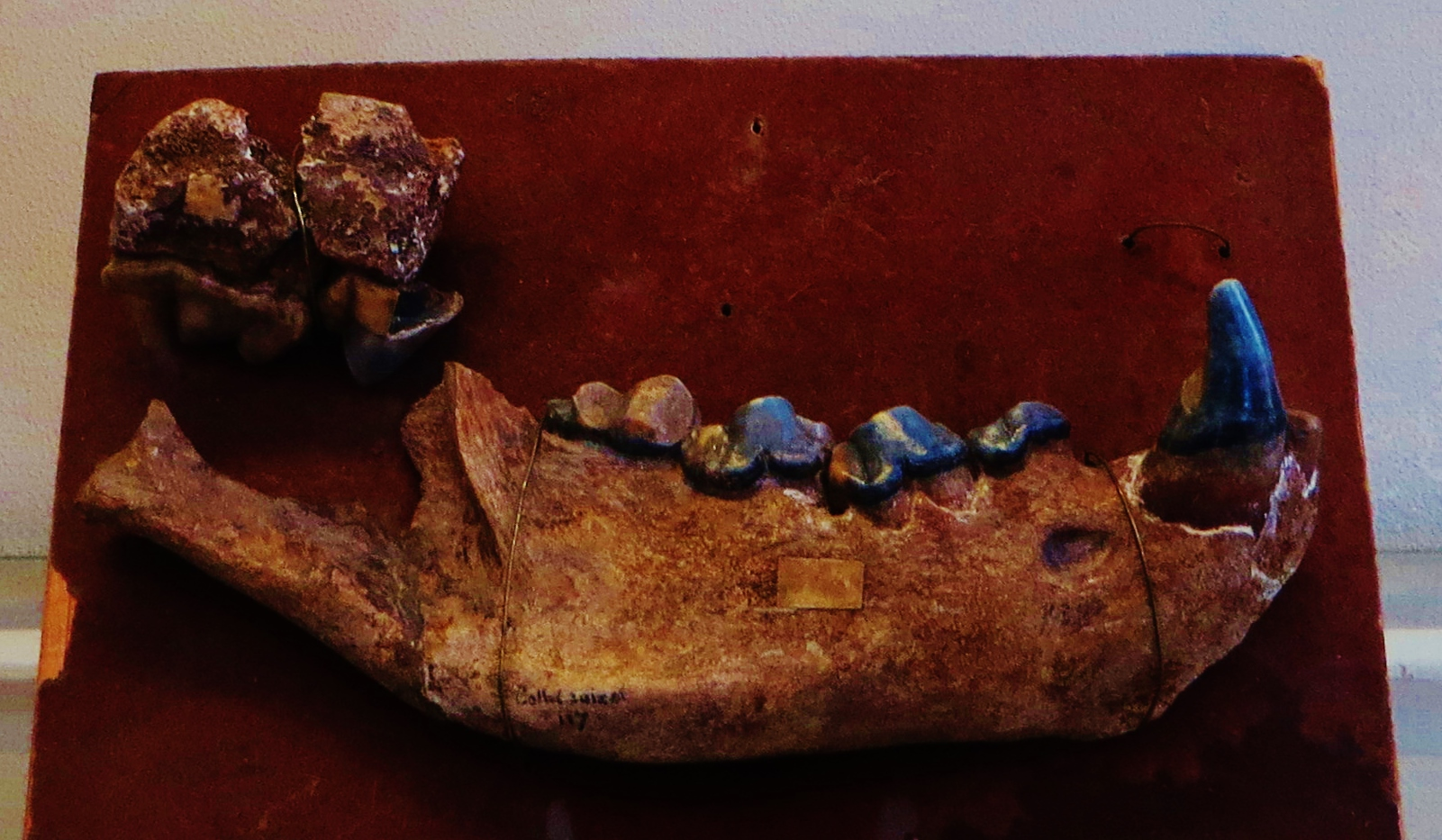
Mandibola di Pliocrocuta perrieri

## Classificazione
Pliocrocuta è considerato un rappresentante tipico degli ienidi, molto simile alle forme attuali; si suppone che si sia sviluppato da antenati miocenici affini a Ikelohyaena per poi espandersi in tutta l'Eurasia e anche in Africa (Geraads, 1997). Spesso è confuso (e considerato congenerico) con Pachycrocuta, la gigantesca iena pleistocenica dal muso corto; tuttavia esistono differenze sufficienti fra i due animali da ritenere che la iena di Perrier appartenesse a un genere a sé stante. 

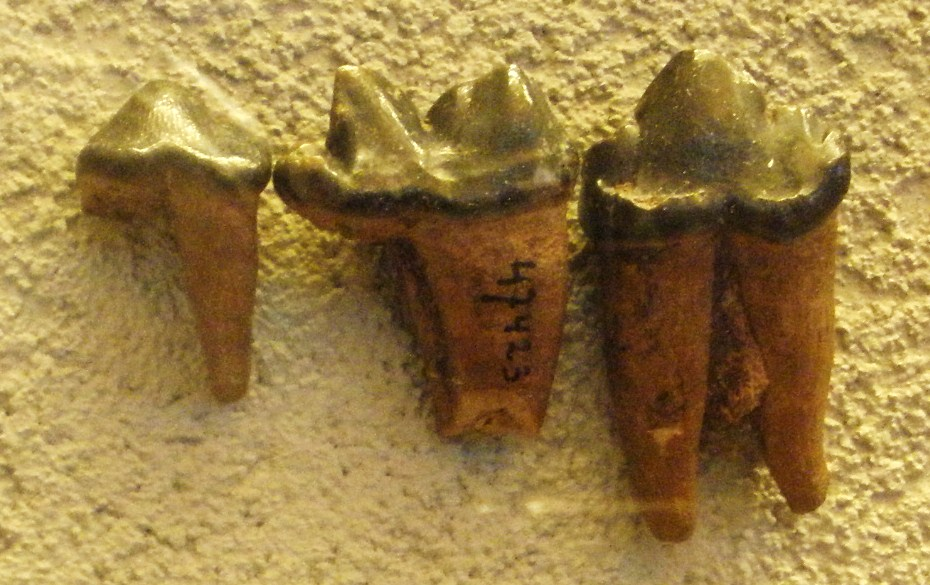
Dentatura di Pliocrocuta perrieri

## Paleoecologia e paleobiologia
Dotata di grandi canini e di zampe relativamente lunghe, la iena di Perrier è ritenuta essere un carnivoro piuttosto attivo, dalle abitudini simili all'odierna iena bruna. Anche se per qualche migliaio di anni la iena di Perrier e la iena gigante (Pachycrocuta) si sovrapposero, i due animali non sono quasi mai rinvenuti negli stessi giacimenti; ciò indicherebbe una notevole competizione interspecifica tra le due specie. È possibile che la scomparsa della iena di Perrier sia dovuta al sopravvento di Pachycrocuta o di altre iene più efficienti, come la iena delle caverne (Crocuta spelaea).
Uno studio del 2015 ha indagato la morfologia della cavità endocranica di Pliocrocuta. I risultati hanno indicato che la morfologia del cervello e il tipo di sulci cerebrali sono più simili a quelli della iena striata (Hyaena hyaena) e della iena bruna (Parahyaena brunnea) che a quelli della iena macchiata (Crocuta crocuta). Questi risultati, inoltre, indicano che Pliocrocuta possedeva un grado di encefalizzazione più basso rispetto a Crocuta, uno ienide altamente sociale, e mostra un cerebrum anteriore più piccolo rispetto a quello di tutti gli ienidi attuali (escluso il protele crestato), e ciò indica il possesso di una corteccia frontale poco sviluppata. Questi fatti potrebbero suggerire che Pliocrocuta possedeva abilità cognitive meno sviluppate di Crocuta per l'elaborazione di informazioni associate a comportamenti sociali complessi (Vinuesa et al., 2015).